# Wirtschaft Haitis
Die Wirtschaft Haitis ist als freie Marktwirtschaft organisiert. Gemessen am Bruttoinlandsprodukt pro Kopf der Bevölkerung ist Haiti das ärmste Land der westlichen Hemisphäre. Als ehemals ertragreichste Kolonie Frankreichs (Saint-Domingue) begann nach der Unabhängigkeit im Jahr 1804 ein wirtschaftlicher Niedergang. Häufige Naturkatastrophen sowie politische Instabilität verhinderten die Ausbildung ökonomisch prosperierender Wirtschaftszweige und machten Versuche, die Infrastruktur des Landes zu konsolidieren, zunichte.
Die zumeist gegebene innere Schwäche der Regierungen erleichterte die Einflussnahme fremder Mächte in die Geschicke des Landes und beförderte die Entwicklung einer gänzlich unausgewogene Sozialstruktur weniger Reicher und der großen Mehrzahl derer, die ständig nicht nur um ihr wirtschaftliches Überleben kämpfen müssen.

## Geschichte
Vor der haitianischen Revolution und Unabhängigkeit galt das Land als die reichste und produktivste Kolonie der Welt.
In den ersten Jahren der Unabhängigkeit litt Haiti unter seiner Isolation auf internationaler Bühne, was sich in der anfänglichen mangelnden diplomatischen Anerkennung durch Europa und die Vereinigten Staaten (die das Land erst 1862 anerkannten) zeigte. Dies wirkte sich negativ auf Investitionen in Haiti aus. Ein weiteres wirtschaftliches Hindernis für die wirtschaftliche Entwicklung Haitis im 19. Jahrhundert war die Forderung Frankreichs, ab 1825 als Reparation für den Verlust der Kolonie und Voraussetzung für die Anerkennung dieser als souveränen Staat 150 Millionen Francs zu zahlen.
Mitte des 19. Jahrhunderts begannen Kaufleute aus den Hansestädten Hamburg, Bremen und Lübeck, Kontore in Haiti zu eröffnen und Handelsbeziehungen aufzubauen. Die Handelshäuser nutzten Haiti als Basis, da das Land für den Außenhandel offen war und es nur wenig Konkurrenz aus anderen europäischen Ländern gab. Im Jahr 1910 kontrollierten Deutsche in Haiti rund 80 % des Außenhandels des Landes. Obwohl die Zahl der in Haiti lebenden Deutschen nur etwa 200 betrug, verfügten sie über ein unverhältnismäßig großes Maß an wirtschaftlichem Einfluss. Sie besaßen und betrieben beispielsweise Versorgungsbetriebe in Port-au-Prince und Cap-Haïtien und kontrollierten den Hafenbetrieb in Port-au-Prince vollständig.
Von 1915 bis 1934 besetzten die Vereinigten Staaten Haiti. Haiti war mit einem Betrag, der 80 Prozent der jährlichen Staatseinnahmen entsprach, bei den Vereinigten Staaten verschuldet gewesen. Gleichwohl war das Land in der Lage, seinen Verpflichtungen nachzukommen. Wegen des Einflusses deutscher Geschäftsleute trotzdem besorgt, setzten sich Unternehmen der amerikanische Finanzbranche bei ihrer Regierung dafür ein, Haiti zu besetzen. Von 1910 bis 1911 unterstützte das Außenministerium der Vereinigten Staaten ein Konsortium amerikanischer Investoren, angeführt von der National City Bank of New York, bei der Übernahme einer dominierenden Beteiligung an der Nationalbank von Haiti, um die Banque de la République d'Haïti (BNRH) zu gründen. Auch Frankreich behielt eine Beteiligung an der BNRH. Die BNRH war die einzige Geschäftsbank des Landes und diente der haitianischen Regierung als Zentralbank.
Nachdem im Jahr 1957 François Duvalier die Macht in Haiti erlangt hatte, führte dessen Gewaltherrschaft zu vordergründiger Stabilität und zum Aufschwung des Tourismussektors. Allerdings erhob der amerikanische Präsident Kennedy Korruptionsvorwürfe gegen Duvalier und setzte den Diktator unter Druck. Hilfsgüter wurden im Jahr 1962 offiziell nicht mehr nach Haiti geschickt. Andere Geldgeber, wie etwa die UNO, machten ihre finanzielle Unterstützung allerdings nicht von der Frage der Blutrünstigkeit oder Korruptionsgeneigtheit Duvaliers abhängig und kontrollierten den Verbleib der Gelder auch nicht konsequent, weshalb das meiste davon auf Nummernkonten im Ausland landete. Nach Kennedys Tod änderte sich das Verhältnis zwischen Duvalier und der US-Regierung, die ihn von nun an unterstützte. François Duvaliers Sohn Jean-Claude Duvalier bezog seine Haupteinkünfte aus den Einnahmen der Régie du Tabac, der Tabak-Administration, die das Tabakmonopol Haitis kontrollierte. Später kamen zu diesen steuerfreien Einnahmen noch weitere Einnahmen aus staatlichen und von ihm kontrollierten Unternehmen.
Vergleichende soziale und wirtschaftliche Indikatoren zeigen, dass Haiti seit den 1980er Jahren weiter hinter andere Entwicklungsländer (insbesondere in der westlichen Hemisphäre) zurückgefallen ist. Die wirtschaftliche Stagnation Haitis ist das Ergebnis früherer verfehlter Wirtschaftspolitik, politischer Instabilität, eines Mangels an gutem Ackerland, der Verschlechterung der Umweltbedingungen, der fortgesetzten Verwendung veralteter Technik, der Unterkapitalisierung und des Mangels an öffentlichen Investitionen in die Humanressourcen, der Abwanderung großer Teile der qualifizierten Bevölkerung und einer geringen nationalen Sparquote. So wurde deutlich, dass Haiti weiter unter dem Coup des Jahres 1991 litt. In den Wahlen des Jahres 1990 hatte Jean-Bertrand Aristide die Präsidentschaft erlangt, wurde aber bereits 1991 durch einen Armeeputsch gestürzt.
General Raoul Cédras übernahm die Macht. Es folgten drei Jahre mit Misswirtschaft, Terror und Korruption. Eine Flüchtlingswelle zum US-Militärstützpunkt Guantanamo in Kuba setzte ein. Trotz oftmaliger Wechsel der Position des Ministerpräsidenten verbesserte sich die Lage nicht, im Gegenteil. Wirtschaftssanktionen wurden verhängt und der internationale Druck stieg. Die Vereinigten Staaten verhängten obligatorische Sanktionen und die OAS führte freiwillige Sanktionen ein, die auf die Wiederherstellung einer verfassungsmäßigen Regierung abzielten. Die internationalen Sanktionen gipfelten im Mai 1994 in einem Embargo der Vereinten Nationen gegen alle Waren, die nach Haiti gelangen sollten, mit Ausnahme von humanitären Gütern wie Lebensmitteln und Medikamenten. Der produzierende Sektor, dessen Aktivitäten stark von den US-Märkten abhängig waren, hatte Mitte der 1980er Jahre fast 80.000 Arbeitnehmer beschäftigt. Während des Embargos sank die Zahl der Beschäftigten von 33.000 im Jahr 1991 auf 400 im Oktober 1995.
Nach der Wiederherstellung der verfassungsmäßig demokratischer Verhältnisse im Jahr 1994 wurden wirtschaftlichen Reformen ins Auge gefasst. Eine solide Steuer- und Währungspolitik sowie Gesetze zur Modernisierung der staatlichen Unternehmen kamen auf die Tagesordnung. Während die staatlichen Mehlmühlen und Zementwerke an private Eigentümer übertragen wurden, gerieten Fortschritte bei den anderen sieben halbstaatlichen Schlüsselunternehmen ins Stocken.
In der ersten Amtszeit von Präsident Préval konzipierte das Wirtschafts- und Finanzministerium im Jahr 1996 Wirtschaftsreformen, um die haitianische Wirtschaft nach den erheblichen Einbrüchen der vorangegangenen Jahre wieder aufzubauen. Die Reformen konzentrierten sich in erster Linie auf den Plan d'urgence pour la relance économique (Emergency Economic Recovery Plan; EERP) und wurden durch ergänzende Maßnahmen im Staatshaushalt unterstützt.
In den folgenden sechs Jahren wuchs das Bruttoinlandsprodukt real beständig. Erst nach erneuter Amtsübernahme von Präsident Aristide im Jahr 2001 kehrte sich diese Tendenz um. Das reale BIP fiel um 1,1 Prozent, im Jahr 2002 lag der Rückgang bei 0,9 Prozent. Die makroökonomische Stabilität wurde durch politische Unsicherheit, den Zusammenbruch informeller Bankgenossenschaften, hohe Haushaltsdefizite, niedrige Investitionen und verringerte internationale Kapitalflüsse beeinträchtigt. Hinzu kam die Aussetzung der Kreditvergabe durch internationale Finanzinstitutionen, da Haiti bei der Interamerikanischen Entwicklungsbank (IDB) und der Weltbank in Zahlungsrückstand geriet.
Während der Krise erwiesen sich Überweisungen der haitianischen Diaspora aus dem Ausland für viele Haushalte als entscheidende finanzielle Unterstützung. Im Jahr 2002 betrugen sie beispielsweise 931 Mio. USD. Die Überweisungen sind die wichtigste Devisenquelle des Landes. Sie machen fast 20 Prozent des BIP aus und sind mehr als doppelt so hoch wie die Exporterlöse Haitis.
Die haitianische Wirtschaft stabilisierte sich im Jahr 2003. Obwohl das Jahr mit einem raschen Wertverfall des Gourde begann, der auf Gerüchte über die Verstaatlichung von US-Dollar-Einlagenkonten und die Streichung von Treibstoffsubventionen zurückzuführen war, gelang es der Regierung, den Gourde zu stabilisieren, als sie die politisch schwierigen Entscheidungen traf, die Treibstoffpreise frei an die Weltmarktpreise anzupassen und die Zinssätze zu erhöhen. Die Einigung der Regierung mit dem Internationalen Währungsfonds (IWF) auf ein von dessen Mitarbeitern überwachtes Wirtschaftsprogramm (Staff Monitored Program; SMP) und die anschließende Zahlung der Rückstände in Höhe von 32 Mio. USD an die IDB im Juli ebneten den Weg für eine erneute Kreditvergabe durch die IDB. Die IDB zahlte im Juli 35 Millionen Dollar eines 50-Millionen-Dollar-Darlehens aus und begann mit der Auszahlung von vier zuvor genehmigten Projektdarlehen in Höhe von insgesamt 146 Millionen Dollar. Die IDB, der IWF und die Weltbank diskutierten mit der Regierung auch über neue Kredite. Ein großer Teil davon würde von der Einhaltung der fiskalischen und monetären Ziele und der politischen Reformen, wie sie im Rahmen des SMP eingeleitet wurden, sowie von der Begleichung der Zahlungsrückstände bei der Weltbank (30. September 2003: 30 Mio. USD) abhängen.
Im Jahr 2005 bezahlte Haiti seine Zahlungsrückstände bei der Weltbank und ebnete damit den Weg für eine Wiederaufnahme der Zusammenarbeit mit der Bank. Mitte 2009 wurde Haiti im Rahmen der Initiative für hochverschuldete arme Länder ein Schuldenerlass von über 1 Milliarde US-Dollar gewährt. Der Rest der ausstehenden Auslandsschulden wurde nach dem Erdbeben von 2010 von den Geberländern gestrichen, ist aber seitdem wieder auf über 600 Mio. Dollar angestiegen. Die Regierung ist auf formelle internationale Wirtschaftshilfe angewiesen, um handlungsfähig zu bleiben, mehr als die Hälfte des Jahreshaushalts stammt aus externen Quellen.

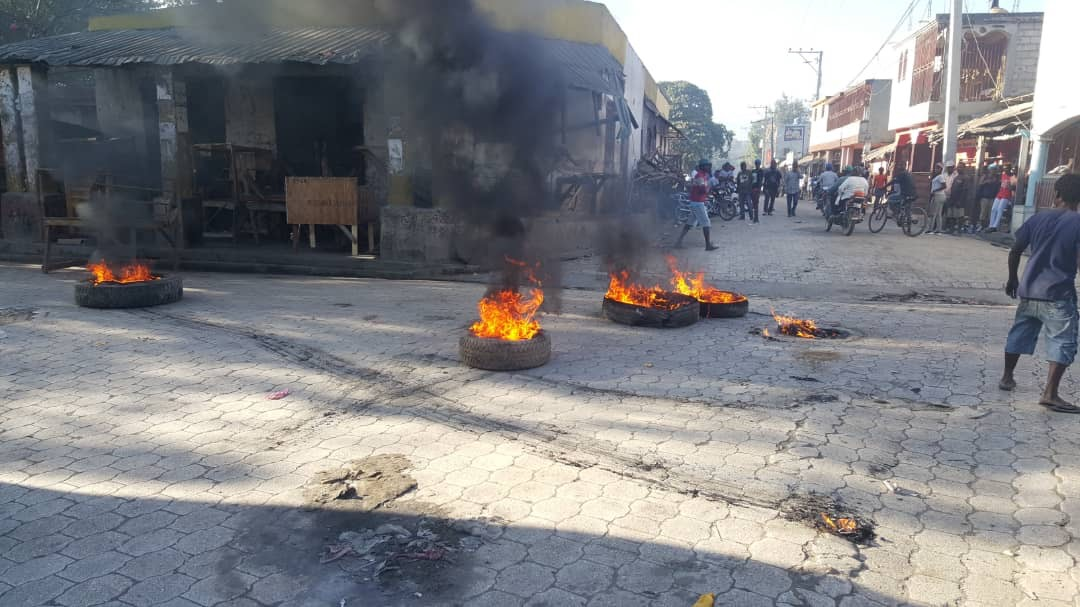
Gewalt in den Straßen, hier in Hinche 2019

Die Wirtschaft Haitis erlitt im Januar 2010 einen schweren Rückschlag, als ein Erdbeben der Stärke 7,2 einen Großteil der Hauptstadt Port-au-Prince und der angrenzenden Gebiete zerstörte. Das Erdbeben traf das nach wie vor ärmste Land Amerikas, in dem 80 Prozent der Bevölkerung unter der Armutsgrenze und 54 Prozent in bitterer Armut leben.  Es verursachte Schäden in Höhe von 7,8 Milliarden US-Dollar und ließ das BIP des Landes im Jahr 2010 um 5,4 Prozent schrumpfen. Nach dem Erdbeben erhielt Haiti internationale Finanzzusagen in Höhe von 4,59 Mrd. USD für den Wiederaufbau.
Die politische, wirtschaftliche und gesellschaftliche Krise in Haiti seit 2018 beeinträchtigte sowohl die makroökonomische Entwicklung als auch praktisch alle Wirtschaftszweige.
Kritiker des Kapitalismus fassen die geschichtliche Entwicklung mit Blick auf die aktuelle Lage des Landes und dessen Entwicklungsmöglichkeiten so zusammen:

„Haïti offre l’image d’un pays frappé par les cyclones, les tremblements de terre, sur un fond de misère sociale, de désastre écologique et d’instabilité politique. Certains, racistes inconscients ou actifs, n’hésitent pas à parler de pays « maudit ». La réalité est tout autre. Il suffit de connaitre son histoire, marquée par le colonialisme, l’impérialisme et une exploitation de classe féroce.“

„Haiti bietet das Bild eines Landes, das von Wirbelstürmen und Erdbeben heimgesucht wird, vor dem Hintergrund von sozialem Elend, ökologischer Katastrophe und politischer Instabilität. Einige, unbewusste oder tatsächliche Rassisten, zögern nicht, von einem „verfluchten“ Land zu sprechen. Die Realität sieht jedoch ganz anders aus. Man muss nur seine Geschichte kennen, die von Kolonialismus, Imperialismus und einer erbitterten Klassenausbeutung geprägt ist.“

## Makroökonomische Indikatoren
Das Bruttoinlandsprodukt (BIP) Haitis nach Kaufkraftparität hat sich seit dem Jahr 1980 fast vervierfacht. Demgegenüber hat sich angesichts des Bevölkerungswachstums das BIP pro Kopf weniger als verdoppelt.
| Jahr | BIP in Mrd. USD, Kaufkraftparität | BIP pro Kopf in USD, Kaufkraftparität | BIP in Mrd. USD, nominal | Wachstum Veränderung zum Vorjahr, real | Teuerung in Prozent, Verbraucherpreise | Staatsverschuldung in Prozent des BIP |
| ---- | --------------------------------- | ------------------------------------- | ------------------------ | -------------------------------------- | -------------------------------------- | ------------------------------------- |
| 1980 | 10,0                              | 1.690                                 | 2,7                      | 7,3                                    | 17,76                                  | k. A.                                 |
| 1985 | 12,6                              | 1.940                                 | 4,0                      | 0,8                                    | 10,65                                  | k.A:                                  |
| 1990 | 14,6                              | 2.050                                 | 1,7                      | −0,4                                   | 21,28                                  | k. A.                                 |
| 1995 | 15.0                              | 1.920                                 | 4,8                      | 9,9                                    | 27,61                                  | k. A.                                 |
| 2000 | 18,5                              | 2.160                                 | 6,8                      | 0,9                                    | 13,71                                  | 55                                    |
| 2005 | 22,0                              | 2.370                                 | 7,2                      | 1,8                                    | 15.73                                  | 47                                    |
| 2010 | 26,4                              | 2.620                                 | 11,9                     | −5,5                                   | 5,7                                    | 17                                    |
| 2015 | 31,0                              | 2.840                                 | 14,8                     | 1,2                                    | 9,02                                   | 30                                    |
| 2020 | 35,3                              | 3.000                                 | 21,0                     | −1,8                                   | 25,2                                   | 29                                    |
| 2021 | 36,2                              | 3,160                                 | 19,8                     | −1,7                                   | 13,1                                   | 29                                    |
| 2022 | 38,1                              | 3,170                                 | 21,5                     | −1,9                                   | 38,7                                   | 26                                    |
| 2023 | 38,8                              | 3,110                                 | 24,1                     | −3,0                                   | 31,8                                   | 15                                    |

Das haitianische Institut für Statistik (Institut Haïtien de Statistique et d’Informatique; IHSI) konstatierte für die ersten neun Monate des Jahres 2024 einen Rückgang der wirtschaftlichen Aktivitäten (Indicateur Conjoncturel d'Activité Economique; ICAE) um 3,5 Prozent. Dabei seien Landwirtschaft und Bergbau mit einem Rückgang um 6 Prozent, das produktive Gewerbe um 2,2 Prozent und der Dienstleistungssektor um 2,7 Prozent beteiligt.

## Sektoren, Branchen und Unternehmen

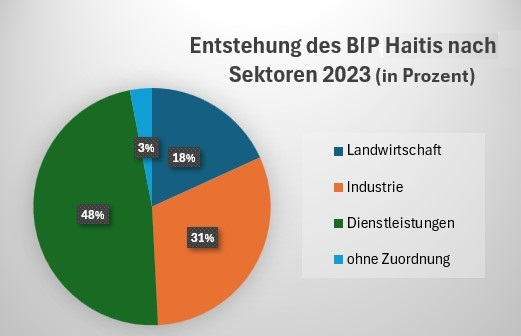

Anm.: Alle Angaben zu geschäftlichen Aktivitäten in Haiti stehen angesichts der Krise im Land, die sich vor allem in Bandenkriminalität auswirkt, unter dem Vorbehalt aktueller Ereignisse.
Der primäre Sektor, vor allem die Landwirtschaft, trug im Jahr 2023 nach Schätzung 18,2 Prozent zum BIP Haitis bei. Für das produzierende Gewerbe lag der Wert bei 31,0 Prozent, während Handel und Dienstleistungen 47,8 Prozent beitrugen. Der relativ gering ausgeprägte tertiäre Sektor, der in entwickelten Industrienationen bei rund 70 Prozent des BIP liegt, stellte einen der Gründe für die vorherrschende Armut in Haiti dar.

### Land- und Forstwirtschaft, Fischereiwesen und Bergbau

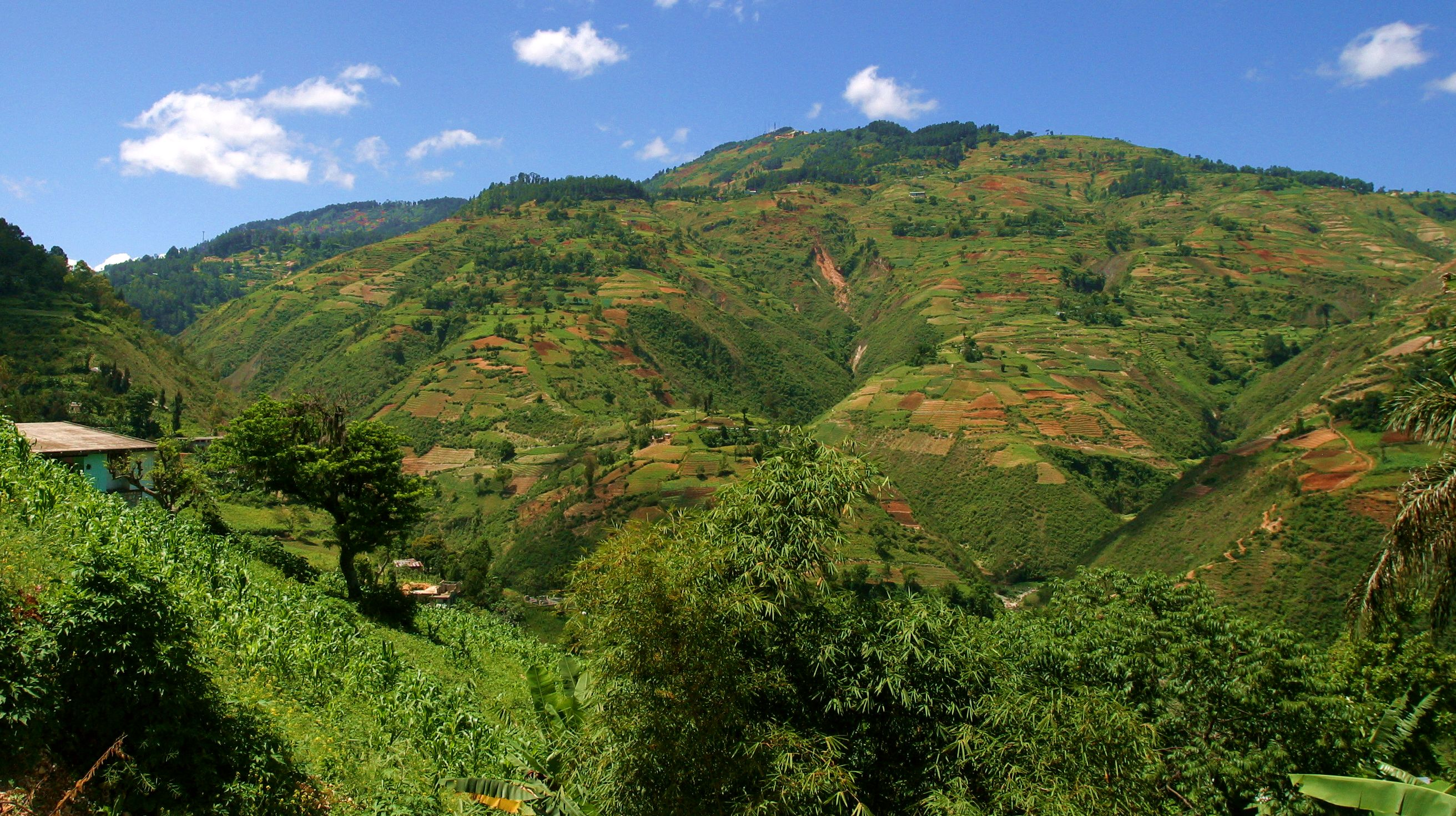
Landwirtschaft im Bergland Haitis

Obwohl viele Haitianer ihren Lebensunterhalt durch Subsistenzlandwirtschaft bestreiten, verfügt Haiti auch über einen landwirtschaftlichen Exportsektor. Zusammen mit der Forstwirtschaft und der Fischerei erwirtschaftet die Landwirtschaft etwa ein Viertel (28 % im Jahr 2004) des jährlichen Bruttoinlandsprodukts von Haiti und beschäftigt etwa zwei Drittel (66 % im Jahr 2004) der Arbeitskräfte. Die Expansion war jedoch schwierig, da ein Großteil des Landes von Bergen bedeckt ist und die für den Anbau verfügbaren Flächen begrenzt sind. Von der gesamten Ackerfläche von 550.000 Hektar sind 125.000 Hektar für die Bewässerung geeignet. Nur 75.000 Hektar sind tatsächlich durch Bewässerungssysteme verbessert worden.
Zu den wichtigsten Nutzpflanzen in Haiti gehören Kaffee, Mangos und Kakao. Die Produktion von Zuckerrohr ist aufgrund des Preisverfalls und des scharfen internationalen Wettbewerbs zurückgegangen.
Da die haitianischen Wälder dramatisch gelichtet wurden, sind Holzexporte zurückgegangen. Jährlich werden etwa 1.000 Kilogramm Rundholz entnommen.
Haiti hat eine kleine Fischereiindustrie. Die jährlichen Fangmengen belaufen sich auf etwa 5.000 Tonnen.
Als wesentlichen negativen Faktor für die Ernährungssicherung in Haiti ist die Verdrängung der Kleinproduktion vor allem von Reis in den 1980er und 1990er Jahren durch Importe von subventioniertem US-amerikanischen Produkten zu sehen. Zeitgleich erfolgte die Förderung von Kaffee- und Mangoplantagen durch Gelder der US-amerikanischen Entwicklungszusammenarbeit. Ein komparativer Kostenvorteil in diesem Sektor legte die Maßnahmen nahe, aber die generierten Einkommen erwiesen sich als nicht hinreichend für eine importbasierte Sicherung der Ernährung. Nach dem Erdbeben des Jahres 2010 entschuldigte sich Bill Clinton, in dessen Amtszeit Haitis Reisanbau zum Erliegen gekommen war, für die Vorgehensweise und übernahm die Verantwortung für die in Haiti damit verursachte negative Entwicklung.
Bergbau spielt mit einem Ertrag von einem zweistelligen USD-Millionenbetrag pro Jahr keine große Rolle. Bauxit, Kupfer, Calciumcarbonat, Gold und Marmor sind die am meisten abgebauten Mineralien in Haiti. Gold wurde von den Spaniern in der frühen Kolonialzeit abgebaut und neue Explorationen führten seit 2012 zu erneuter Förderung. Bauxit wurde in jüngerer Zeit einige Jahre lang von der weltweit tätigen amerikanischen Firma Reynolds an einem Standort bei Miragoâne abgebaut. Von 1960 bis 1972 betrieb International Halliwell Mines, Ltd. („Halliwell“), ein kanadisches Unternehmen, über seine hundertprozentige haitianische Tochtergesellschaft La Societe d'Exploitation et de Developpement Economique et Natural d'Haïti (Sedren) in der Nähe von Gonaïves Kupfer ab.

### Produzierendes Gewerbe

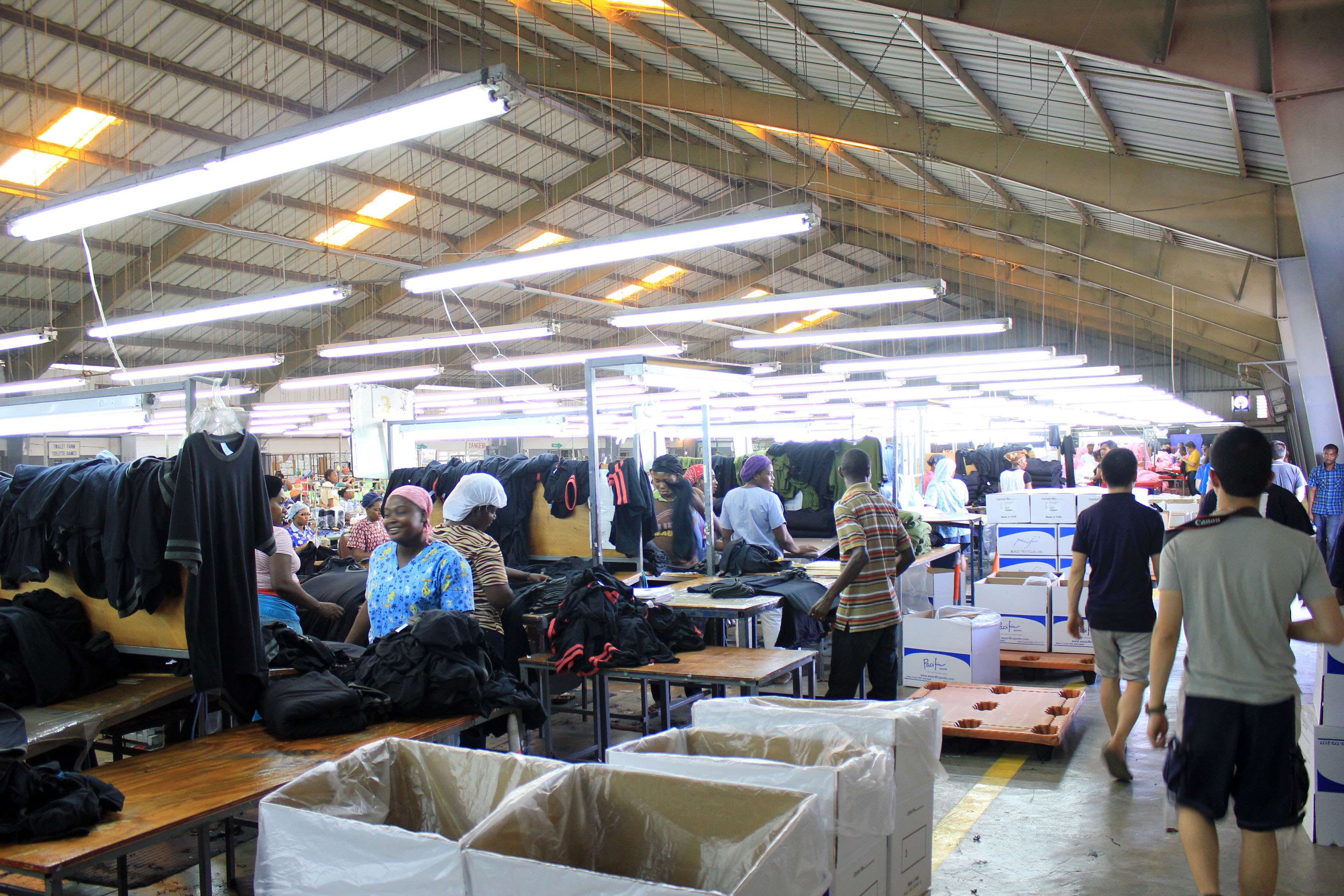
Bearbeitung und Sortimentierung von Textilien

Haiti hat keine großen Industrieunternehmen. Neben dem handwerklichen Sektor bestehen mittelständische Gewerbebetriebe. Vor allem der Textilbereich spielt eine größere Rolle.
Erfolgreiche Markenproduzenten wurden zumeist Niederlassungen internationaler Konzerne.
Die führenden Unternehmen Haitis stellen Getränke, Tabakwaren, Zement, Speiseöle, Mehl, raffinierten Zucker und Textilien her:
- Brasserie Nationale d’Haïti (Bier „Prestige“, Softdrinks) gehört zu der Heineken Gruppe,

- Rhum Barbancourt (Rum) ist im Familienbesitz,
- Compagnie des Tabacs Comme Il Faut (Zigaretten) gehört Luckett Tobaccos, Louisville, Vereinigte Staaten.[39]

Für Unternehmen der Textilverarbeitung war die amerikanische HOPE-Gesetzgebung (Haitian Hemispheric Opportunity through Partnership Encouragement Act) von Bedeutung. Sie erlaubt die zollfreie Einfuhr von mehr als geringfügig bearbeiteten Gütern. Die Textil- und Bekleidungsbranche wuchs auf zwei Drittel der haitianischen Exporterlöse und brachte mehr als eine halbe Milliarde USD ein. Verarbeitet wurden günstige Vorprodukte aus Asien. Geliefert wurde Unter- und Oberbekleidung aller Art. Die günstigen Lohnkosten in Haiti machten die Produkte bei zollfreier Einfuhr konkurrenzlos günstig. Das Gültigkeit der Regelungen des HOPE-Gesetzes aus dem Jahr 2008 wurde zweimal verlängert.

#### Baubranche
Auch die Bauwirtschaft ist mittelständisch organisiert. Nachdem Premierminister Lamothe im Jahr 2012 ein Programm versprochen hatte, das die Finanzierung von Bauprojekten erleichtern und damit dem Baugewerbe einen Aufschwung geben sollte, war festzustellen, dass dies nicht zu dem angestrebten Erfolg führte. Weiterhin hemmen mangelnde Mittel von Bauherren die Entwicklung.
Einzelne ausländische Unternehmen sind in Haiti aktiv. So war die spanische Firma Humiclima von den Balearen, die seit 2013 in Haiti tätig war, bei der Errichtung des Marriot Hotels Port-au-Prince für das Baumanagement sowie Klima- und Lüftungsanlagen, Abwasser- und Sanitärtechnik, Brandschutz, Schwimmbadtechnik, Stromversorgung und Telekommunikation verantwortlich.
Andere große und herausragende Projekte werden ganz von ausländischen Unternehmen realisiert, so der 2016 in Pétionville errichtete Gala Tower, der erdbebensicher konstruiert auf zwölf Stockwerken Wohnzwecken des gehobenen Niveaus dient. Die Baukosten wurden durch die Eigentümergemeinschaft aufgebracht.

#### Handwerk
Nach einer umfassenden Studie aus dem Jahr 1986 verfügte Haiti am Ende der Diktatur von François Duvalier und seinem Sohn Jean-Claude über eine umfassende Basis beruflich ausgebildeter und entsprechend tätiger Handwerker. Sie betrieben entweder eigene Kleinunternehmen, waren frühere Mitarbeiter solcher Betriebe und führten Arbeiten, häufig ohne die entsprechend benötigten Werkzeuge, neben einer anderen beruflichen Tätigkeit aus oder brachten sich im Sinne der Subsistenz als DIY-Handwerker in der Nachbarschaft ein. Diese Basis brach wegen des allgemeinen Abwanderungsdrangs weitestgehend zusammen. Das Ausmaß der Emigration erreichte Anfang der 2020er Jahr angesichts der Bandenkriminalität und fehlender staatlicher Strukturen, die vernünftiges wirtschaftliches Handeln erlaubten, neue Rekorde.
Berufsausbildung wird gleichwohl in Projekten einer Vielzahl ausländischer Hilfsorganisationen wie Helvetas aus der Schweiz oder nph Kinderhilfe Lateinamerika aus Karlsruhe angeboten.

#### Energiewirtschaft
Der Energiesektor ist auf dem Land von Selbstversorgung durch das Verbrennen von Holz und Holzkohle gekennzeichnet. Das Stromversorgungsnetz des staatlichen Unternehmens  Electricité d’Haïti (EdH) wird vor allem aus dem Wasserkraftwerk Péligre gespeist und vermag es nicht, Haushalte und Unternehmen in den Städten des Landes zu versorgen. Entsprechend intensiv ist die Nutzung von Generatoren, die mit Dieselkraftstoff betrieben werden. Die Installation und Nutzung von Solaranlagen ist der wohlhabenden Oberschicht und Unternehmen sowie Behörden vorbehalten und kam demgemäß in den 2020er Jahren langsam voran.

### Handel und Dienstleistungen
Der tertiäre Sektor der Wirtschaft Haitis macht mehr als der Hälfte des BNP aus. Dabei machen eine landestypische Ausprägungen im Einzelhandel und Transportbereich eine statistische Erfassung von Umsatz und Ertrag praktisch unmöglich. Es bestehen jedoch valable Schätzungen der Beschäftigtenzahlen, die Rückschlüsse auf den gesamtwirtschaftlichen Beitrag auch dieser Geschäftsaktivitäten zulassen. Ferner gilt, dass Handel und Dienstleistungen im Gegensatz zu primärem und sekundärem Sektor ein stetes Wachstum zeigen.

#### Gastronomie
Die an oder unter der Armutsgrenze lebenden Haitianer sind keine Klientel für Gaststätten oder Restaurants. Nur der geringe Teil der regelmäßig verdienenden Berufstätigen und die „Bourgeoise“ sowie besuchende Ausländer genießen die Annehmlichkeiten der haitianischen Küche oder internationale Speisen und Getränke in Einrichtungen der Gastronomie. Entsprechend konzentrieren sich diese auf die Städte und einige touristisch frequentierte Zentren wie Les Cayes und Jacmel.
Für die Unterschicht werden kostengünstige Angebote wie gegarte Geflügelspieße und Brot am Straßenrand gemacht. Einfache, kleine „Bars“ und „Cafés“ ergänzen das Angebot für diese Zielgruppe in Ortschaften mit Durchgangsverkehr. Letztlich existieren rund 400 restaurants communautaires (ähnlich der Tafel in Deutschland), die vom Fonds d’assistance Économique et Sociale (FAES) betrieben werden.
Nur eine amerikanische Fast Food Kette hat den Versuch gemacht, in Haiti Fuß zu fassen. Im Jahr 2009 eröffnete Domino’s Pizza vier Läden in Port-au-Prince. Drei davon wurden im Erdbeben von 2010 zerstört und das Unternehmen zog sich zurück.
Von Les magasins Epi d’Or mit mehreren Geschäftslokalen in der Hauptstadt und Délice Yous Snack n' Fast Food in Delmas reicht das Spektrum der Gastronomie bis zu kulinarisch hochstehenden Restaurants in den großen Hotels und einzelnen privat geführten Häusern, deren Zahl mit der fortschreitenden Krise in Haiti jedoch rapide abgenommen hat.
Volkswirtschaftlich betrachtet ist der Beitrag der Gastronomie zur Wirtschaftsleistung des Landes kaum von Bedeutung.

#### Beherbergungsgewerbe und Tourismus
Der Tourismus in Haiti erlebte ein stetes und solides Wachstum während der vordergründig stabilen Verhältnisse, die während der Diktatur von Vater und Sohn Duvalier bis 1987 bestanden. Auch Bill Clinton und seine Ehefrau Hillary waren im Jahr 1975 nach Haiti gekommen, um hier einen Teil ihrer Hochzeitsreise zu verbringen. Die Club Med Gruppe errichtete an der „Riviera Haitis“ genannten Küste von Arcahaie, in Montrouis, ein relativ verkehrsgünstig zum Flughafen Port-au-Prince gelegenes Resort mit 400 Gästezimmern, das jedoch im Jahr 1987 geschlossen wurde, als eine AIDS-Epidemie befürchtet wurde und die Sicherheitslage im Land prekär wurde. Club Med versuchte eine Wiedereröffnung im Jahr 1997, die jedoch angesichts wirtschaftlicher Unsicherheiten rasch wieder beendet wurde. Nach dem Erdbeben des Jahres 2010 unternahm Präsident Martelly mit einer besonders ernannten Ministerin für Tourismus, Stephanie Balmir Villedrouin, eine breit angelegte, landesweite Anstrengung zur Förderung des Tourismus, die zu 2.500 neu hinzugekommenen Betten und 10 Prozent Wachstum der Besucherzahlen führte. Der Rückschlag kam mit Ausbruch der Krise in Haiti seit 2018.

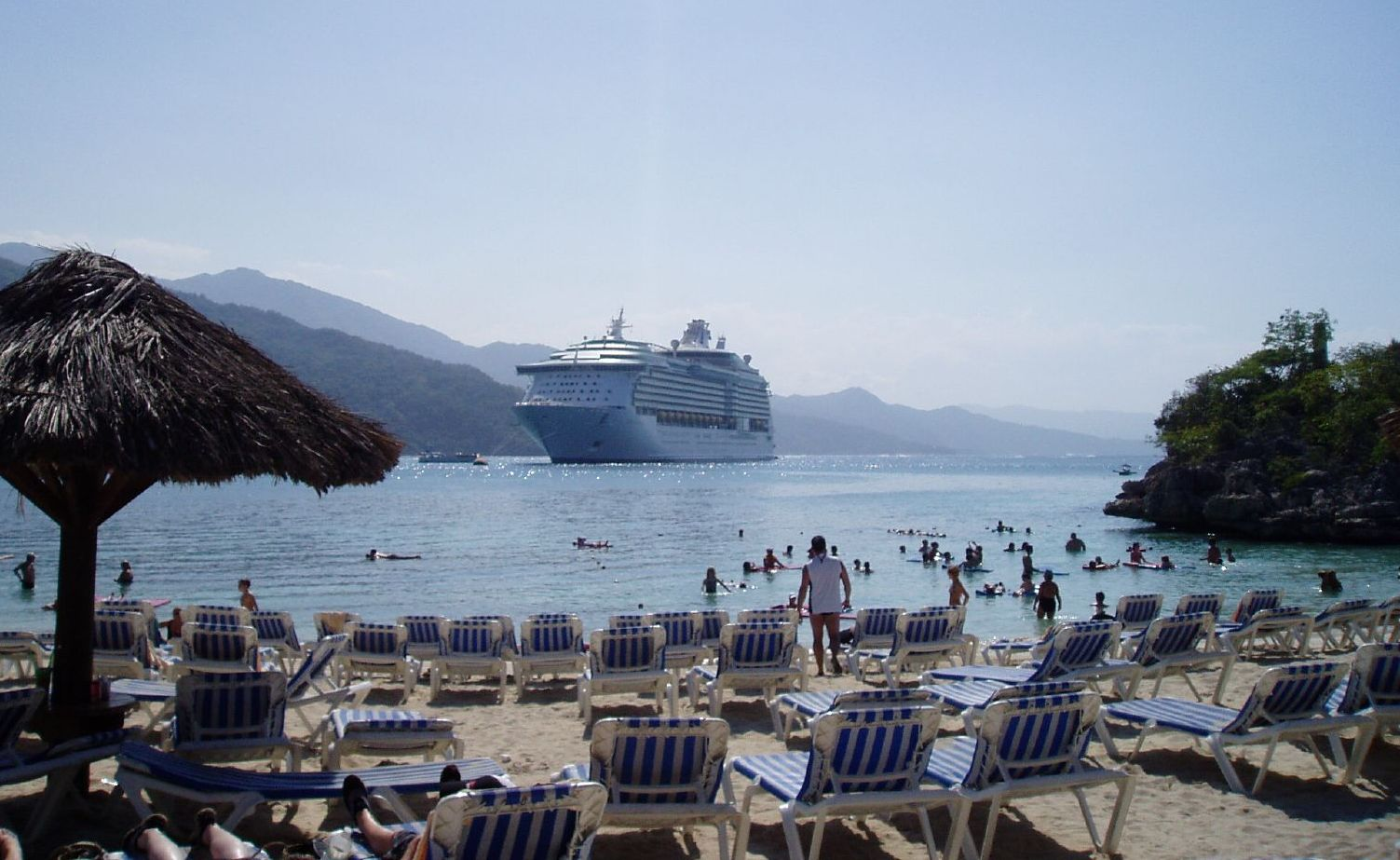
Bucht von Labadee mit Kreuzfahrtschiff

Das grundsätzliche Potenzial des Karibikstaats Haiti als internationales Reiseziel zeigt sich nicht nur an der Attraktivität des Nachbarlands, der Dominikanischen Republik, wo es gelungen ist, verschiedene Regionen zu weltweiten Anziehungspunkten des Tourismus auszubauen. Auch die Tatsache, dass die amerikanische Kreuzfahrtreederei Royal Caribbean Lines die nordwestlich von Cap-Haitien gelegene Bucht Labadee vom haitianischen Staat langfristig gepachtet, touristisch ausgebaut und hermetisch gegen das Land abgeschottet hat und hier mit ihren Schiffen laufend Touristen an Land bringt, die später behaupten können „in Haiti“ gewesen zu sein, zeugt von den potenziell vorhandenen Möglichkeiten.
Trotz vor allem in der Hauptstadt nach dem Erdbeben von 2010 neu gebauter Hotels empfing Haiti jährlich 148.000 Touristen (2021) und belegte damit in absoluten Zahlen weltweit den 108. Platz der Zielländer. Setzt man die Anzahl der Touristen in Relation zur Einwohnerzahl, ergibt sich ein objektiveres Bild: Mit 0,013 Touristen pro Einwohner lag Haiti weltweit auf Platz 121; In der Karibik auf Platz 24 hinter Trinidad und Tobago. Haiti erwirtschaftete im Tourismussektor jährlich rund 68 Millionen Euro. Dies entspricht 0,37 % des Bruttoinlandsprodukts.

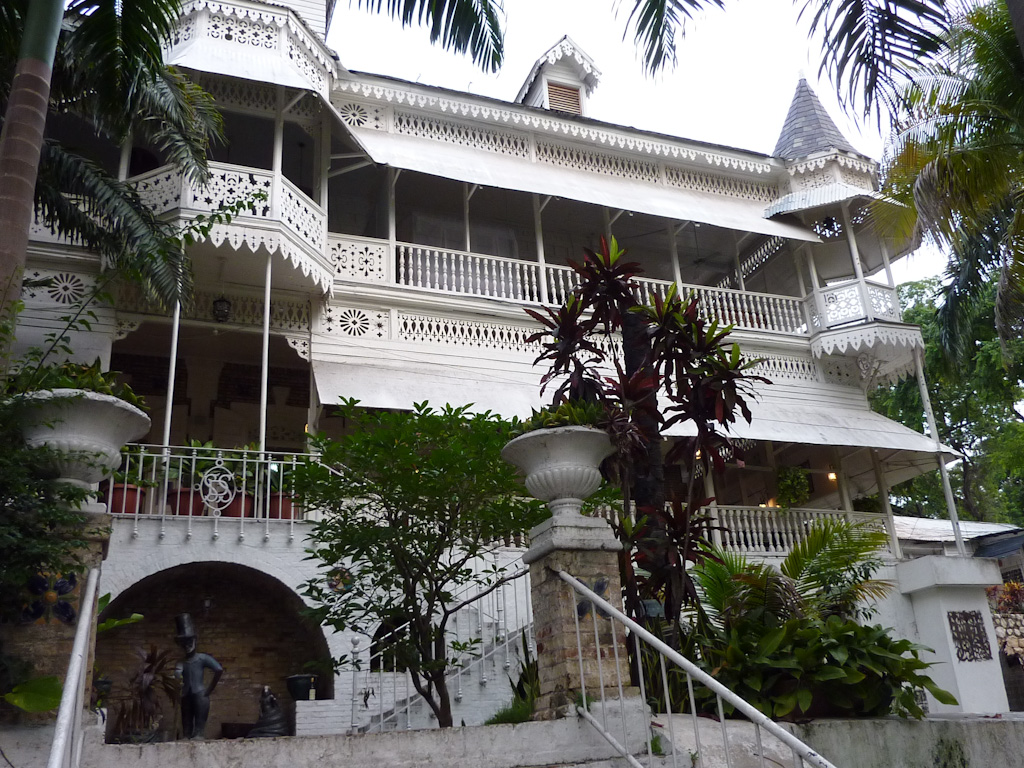
Hotel Oloffson

Zentren des Beherbergungsgewerbes sind die Hauptstadt Port-au-Prince mit dem im Jahr 1935 eröffneten Hotel Oloffson, dem 1947 gefolgten Hotel Montana, dem Karibe Hotel mit seinem Karibe Convention Centre (wo auch das Festival International de Jazz de Port-au-Prince stattfindet) und dem im Jahr 2015 neu erbautem Marriott Port-au-Prince Hotel, einer 45 Millionen USD Investition des Mobilfunkunternehmens Digicel. Kleinere, teilweise für ihren Charme bekannte Häuser sind das Hotel El Rancho, das Royal Oasis Hôtel, das Kinam Hotel am Place Saint-Pierre im Herzen von Pétionville, das La Reserve Hôtel, das Hôtel Villa Thérèse und das Le Plaza Hotel.
An der Arcahaie Küste nordwestlich der Hauptstadt sind als Erholungsbetriebe das Moulin Sur Mer Beach Resort und das Royal Decameron Indigo Beach Resort & Spa (früher Club Med) markant. Im Südwesten liegen auf der Tiburon-Halbinsel an der Südküste in Port-Salut und Île à Vache Häuser wie die Residences Le Sommet (kanadische Kette) und die Suites la Colline. Im Norden bildet der Raum um Cap-Haitien eine Auswahl von Häusern internationalem Standards, so das Hotel Satama, das Mont Joli Hotel, das Hôtel Roi Christophe und außerhalb der Stadt an der Küste gelegen das Cormier Beach Resort.
In den Départements und Arrondissements ohne Tourismus, Geschäftsreisende oder ausländische Besucher, die Projektbesuche und anderes durchführen, gibt es ab und an kleine Gästehäuser, die außerordentliche Gastfreundschaft zeigen, jedoch nur mit Ortskenntnis sicher eingeordnet werden können. Die wirtschaftlich darbenden Haitianer brauchen keine Hotels.

#### Einzelhandel

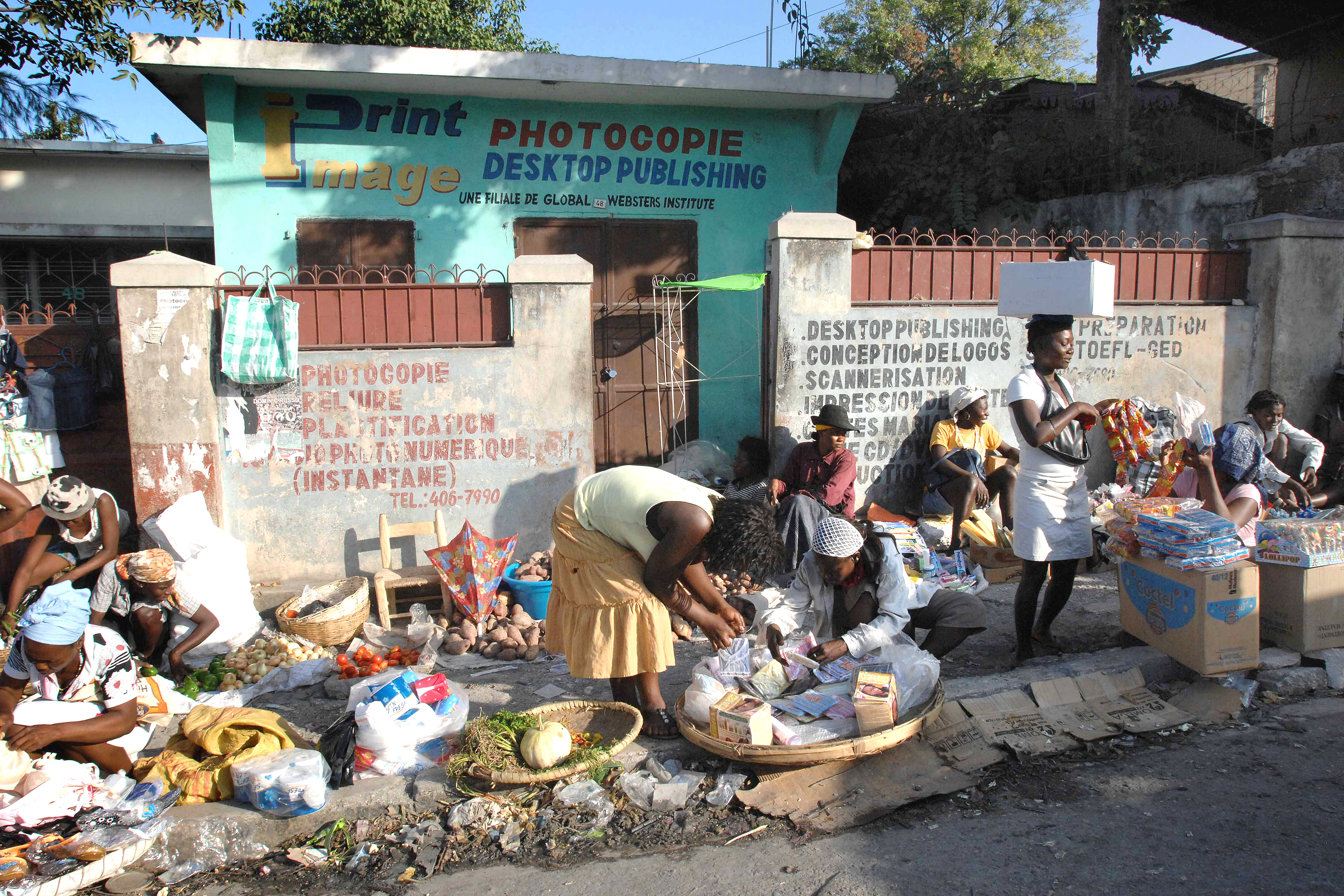
Warenangebot am Straßenrand (Port-au-Prince)

Der Einzelhandel muss die Grundversorgung der Millionen Haitianer sicherstellen, die an oder unterhalb der Armutsgrenze leben. Hierzu dient auf dem Land wie auch in den Städten der ambulante Handel am Straßenrand. Das Warenangebot deckt von Lebensmitteln über Textilien bis hin zu Hygieneartikeln alle Grundbedürfnisse ab.

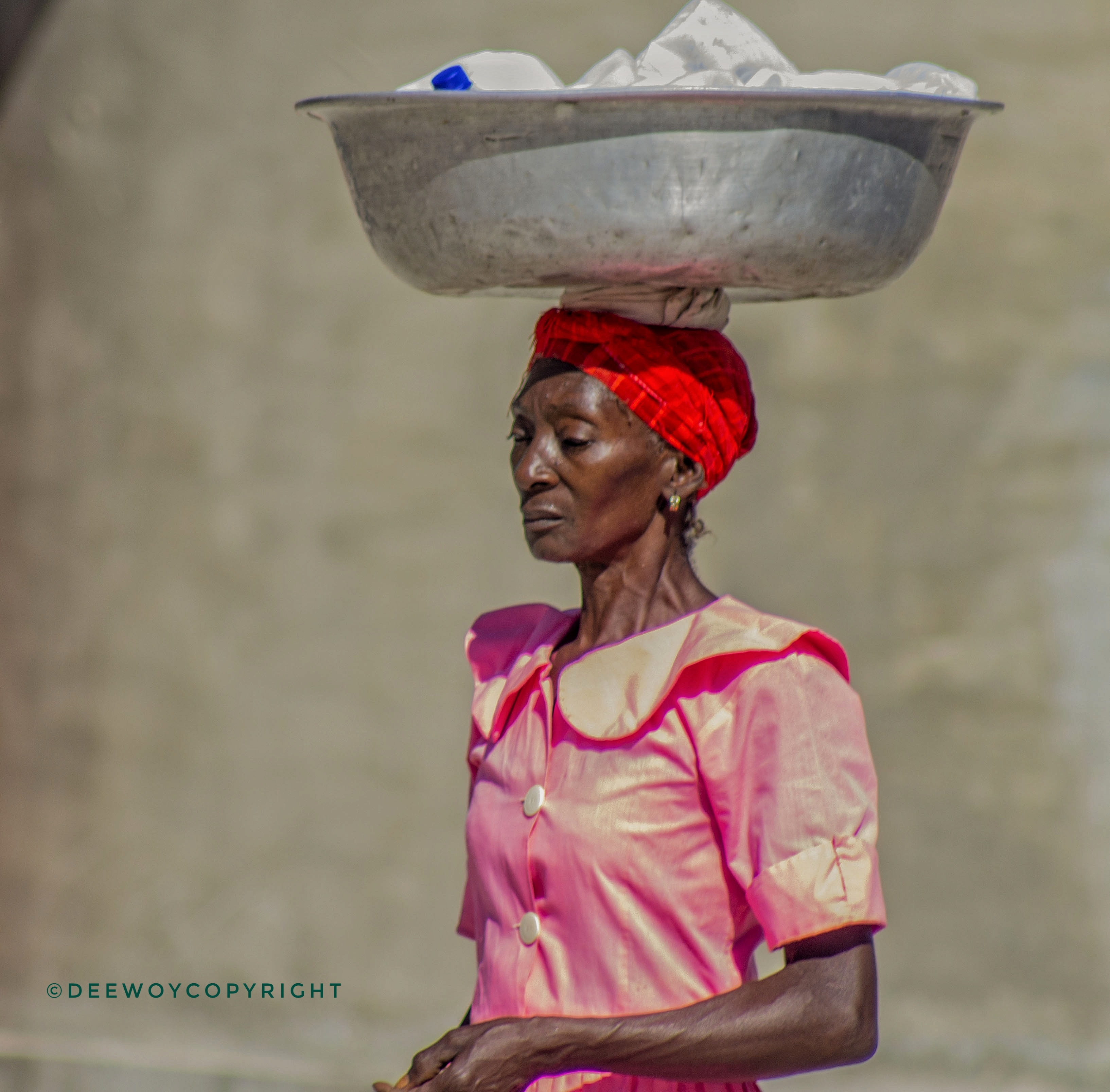
Eine Madan Sara mit ihrer Ware

Madan Saras, über die schon ein Film gedreht wurde, sind Landfrauen, die die Produkte der heimischen Bauernhöfe früh morgens in Städte, Dörfer und Marktplätze zum Verkauf tragen. Sie werden als das „Rückgrat“ des haitianischen Versorgungssystems bezeichnet.
Daneben dienen Geschäfte mit gehobenem Angebot der kleinen, jedoch außerordentlich kaufkräftigen sogenannten „Elite“ der Vermögenden, die auch als „Bourgoisie“ bezeichnet wird. Diese führen ihre Waren, bis hin zu Lebensmitteln, per Luftfracht aus den Vereinigten Staaten und Frankreich ein.
Ein Beispiel für den Einzelhandel in Einrichtungsgegenständen und Wohnbedarf ist das Maison Handal mit Filialen am Flughafen von Port-au-Prince und in Pétionville, dem Zentrum kaufkräftiger Kunden oberhalb der Hauptstadt. Die Familie Handal stammt aus Palästina.
Ein Beispiel für ein Geschäft mit weiter diversifiziertem Warenangebot (Bäckerei-Konditorei, Lebensmittel, Haushaltswaren, Haushaltsgeräte, Apotheke, Spielwaren) ist der Caribbean SuperMarket in Pétionville.
Ladengeschäfte dieser Art verfügen über eigenes bewaffnetes Sicherheitspersonal und stark abgeschirmte Parkmöglichkeiten.

#### Verkehrsgewerbe
Der Verkehr in Haiti wird über ein weitgehend unzulängliches Straßensystem abgewickelt.
Es gibt einige Fernbusunternehmen, die regelmäßig die Hauptstadt mit den größeren regionalen Zentren des Landes verbinden. Ein Beispiel ist die Firma Sans-Souci Tours, die täglich mit modernen Bussen zwischen der Hauptstadt und Cap-Haitien sowie der Grenzstadt Ouanaminthe zum Preis von 4000 HTG (ca. 25 Euro) verbindet. Entsprechende Fernbusverbindungen bestanden auch in die Hauptstadt der Dominikanischen Republik Santo Domingo über den Grenzübergang bei Malpasse. Wegen der Probleme in den dominikanisch-haitianischen Beziehungen wurden diese Verkehre eingestellt.

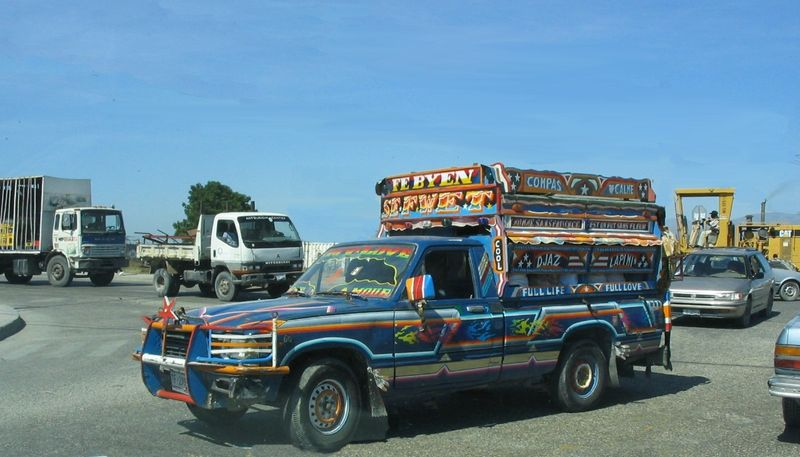
Umgebauter Pick-up als Tap-Tap Sammeltaxi

Kürzere und innerörtliche Strecken werden von um- und ausgebauten Kleinbussen und Pick-ups, den sogenannten Tap-Tap, bedient. Der gesamtwirtschaftliche Beitrag, der aus diesem weit verbreiteten, im Prinzip kostengünstigen System generiert wird, ist nicht erfasst. Treibstoffknappheit, wie sie in den 2010er Jahren durch das Ende der Petrocaribe-Versorgung und Anfang der 2020er Jahre vor allem durch die Blockaden krimineller Banden verursacht wurden, führten in diesem Bereich jedoch zu drastischen Preissteigerungen.
Haiti verfügt über keine nationale Fluggesellschaft. Einziger kommerzieller Anbieter von Inlandsflügen zwischen den beiden Flughäfen und fünf Regionalflugplätzen des Landes und Verbindungen in andere Staaten der Karibik sowie Florida ist Sunrise Airways.

#### Finanzgewerbe
Zentralbank ist die staatliche Banque de la République d'Haïti. Sie übt die Aufsicht über Privatbanken und in Haiti tätige ausländische Finanzinstitute aus:
- Unibank[85] (Zentrale in Pétionville, gegründet 1993, rund 1300 Mitarbeiter, Aktiva 146,7 Milliarden Gourdes)
- Sogebank[86] (Société Générale Haitienne de Banque S.A., gegründet 1986 durch Rückkauf von der Royal Bank of Canada, Zentrale in Delmas, rund 1200 Mitarbeiter, Aktiva 119,2 Milliarden Gourdes)
- Banque Nationale de Crédit[87] (BNC, aus der früheren Zentralbank Banque Nationale de la République d'Haïti heraus im Jahr 1979 gebildet, Zentrale in Port-au-Prince, rund 800 Mitarbeiter, Aktiva 92,3 Milliarden Gourdes)
- Capital Bank[88] (Zentrale in Pétionville, gegründet 1986, rund 800 Mitarbeiter, Aktiva 33,5 Milliarden Gourdes)
- Banque de l’Union Haitienne[89] (BUH. Zentrale in Port-au-Prince, gegründet 1973, rund 470 Mitarbeiter, Aktiva 34,4 Milliarden Gourdes)
- Société Générale Haïtienne de Banque d’Épargne et de Logement S.A.[90] (Sogebel, gegründet 1988, Zentrale in Delmas, rund 80 Mitarbeiter, Aktiva 9,1 Milliarden Gourdes)
- Citibank[91] (Niederlassung der amerikanischen Citigroup, eröffnet 1971, Sitz in Port-au-Prince, rund 25 Mitarbeiter, Aktiva 4,9 Milliarden Gourdes)
- Banque Populaire Haïtienne[92] (BPH, Zentrale in Pétionville, gegründet 1973, rund 135 Mitarbeiter, Aktiva 4,6 Milliarden Gourdes)

Für die Abwicklung der Transfers der Diaspora in die Heimat sind international tätige Dienstleister wie Western Union und MoneyGram auch in Haiti mit einem dichten Netz von Auszahlungsbüros vertreten. Western Union hatte per 31. Dezember 2021 in Haiti 1200 Agenturen, bei denen Überweisungen aus dem Ausland bar abgeholt werden konnten.

#### Glücksspiel

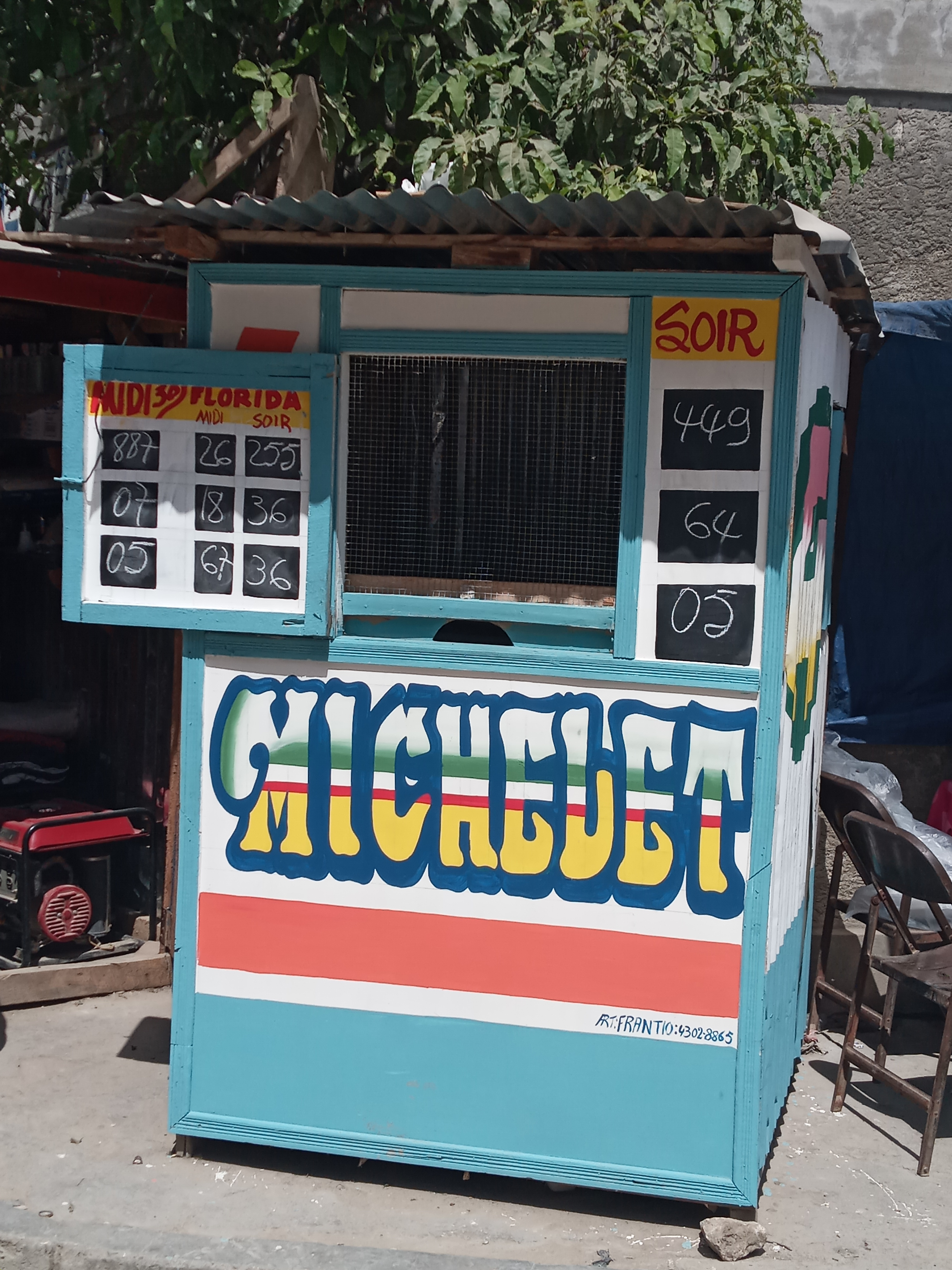
Lotterieannahmestelle

Die Glücksspielbranche beschäftigt in Haiti mehr als 100.000 Menschen. Banques de Borlette genannte Lotterieannahmestellen finden sich zahlreich in jeder Gemeinde des Landes und jeder Straße der größeren Orte. Die Betreiber der Lotterien sind in der Association nationale des tenanciers de borlette (ANTB) organisiert und arbeiten mit der staatlichen Loterie de l'État haïtien (LEH) zusammen.
Der Kolumnist Thélyson Orélien fasst die Faszination der Lotterie bei seinen Landsleuten so zusammen:

„Dans ce pays, où plus des trois quarts des quelques dix millions d’habitants vivent en dessous du seuil de pauvreté, gagner à la loterie représente pour beaucoup l’unique chance de sortir de la misère.“

„In diesem Land, in dem mehr als drei Viertel der rund zehn Millionen Einwohner unterhalb der Armutsgrenze leben, ist ein Lotteriegewinn für viele die einzige Chance, dem Elend zu entkommen.“

#### Medien

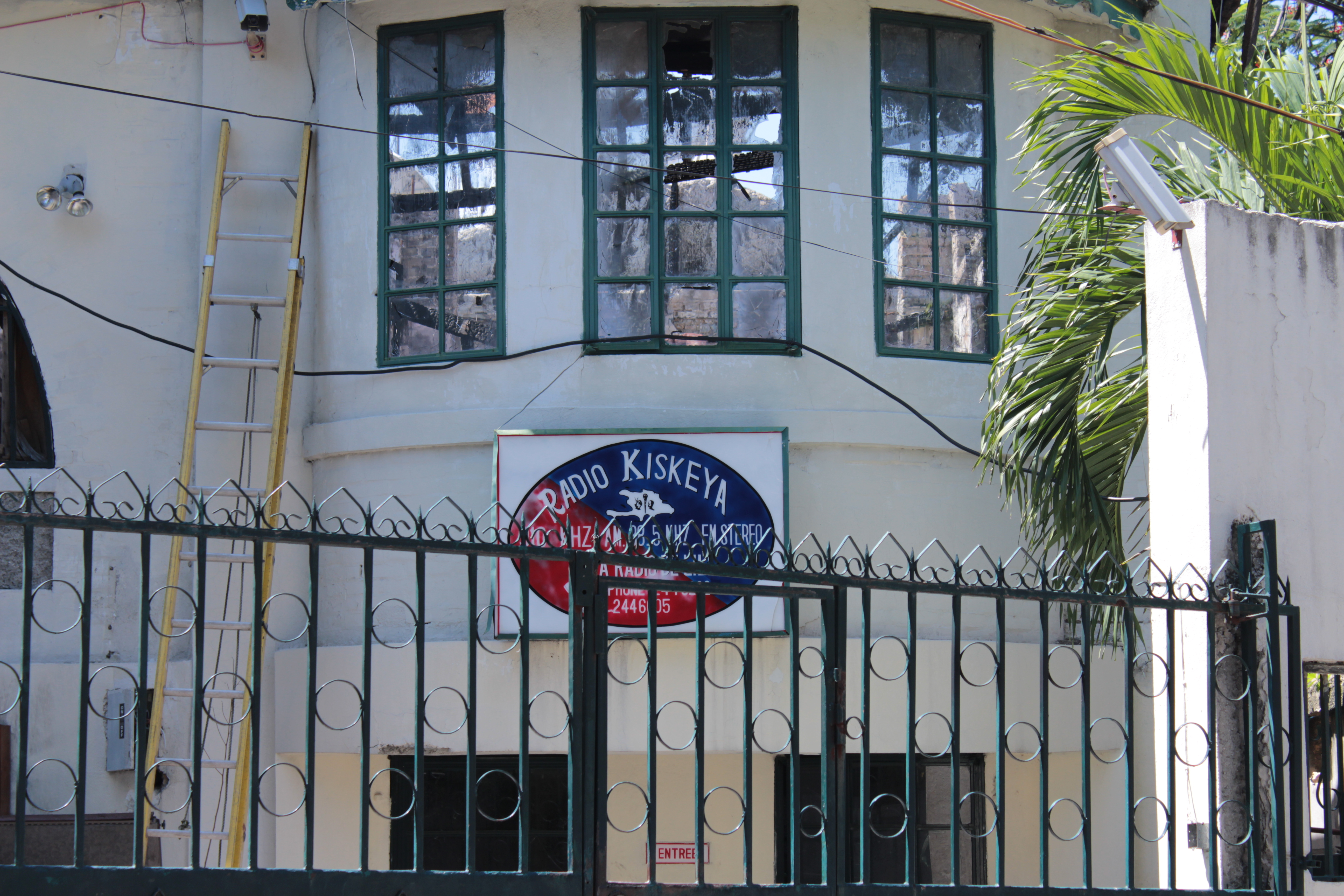
Die Räumlichkeiten von Radio Kiskeya

Neben der staatlichen Fernsehanstalt Télévision Nationale d'Haïti, die im Jahr 1979 gegründet wurde, bestehen private Rundfunkunternehmen wie Radio Caraïbes, Radio Kiskeya, Radio Lumière, Radio Métropole, Radio Scoop FM und Tele Quisqueya.
Die im Jahr 1898 gegründete Tageszeitung Le Nouvelliste erschien bis zu der Krise in Haiti seit 2018 in gedruckter Form, musste sich aber nach Verwüstung ihrer Geschäftsräume auf die online-Ausgabe beschränken. Balistrad ist eine Online-Zeitung.
Es bestehen wenige Verlagshäuser, von denen Mémoire d'encrier und Maison Henri Deschamps (vor allem Schulbücher seit dem frühen 20. Jahrhundert) die bekanntesten sind.

#### Telekommunikation
Anbieter für Mobiltelefonie und Internet in Haiti sind die Firmen Digicel und Natcom.

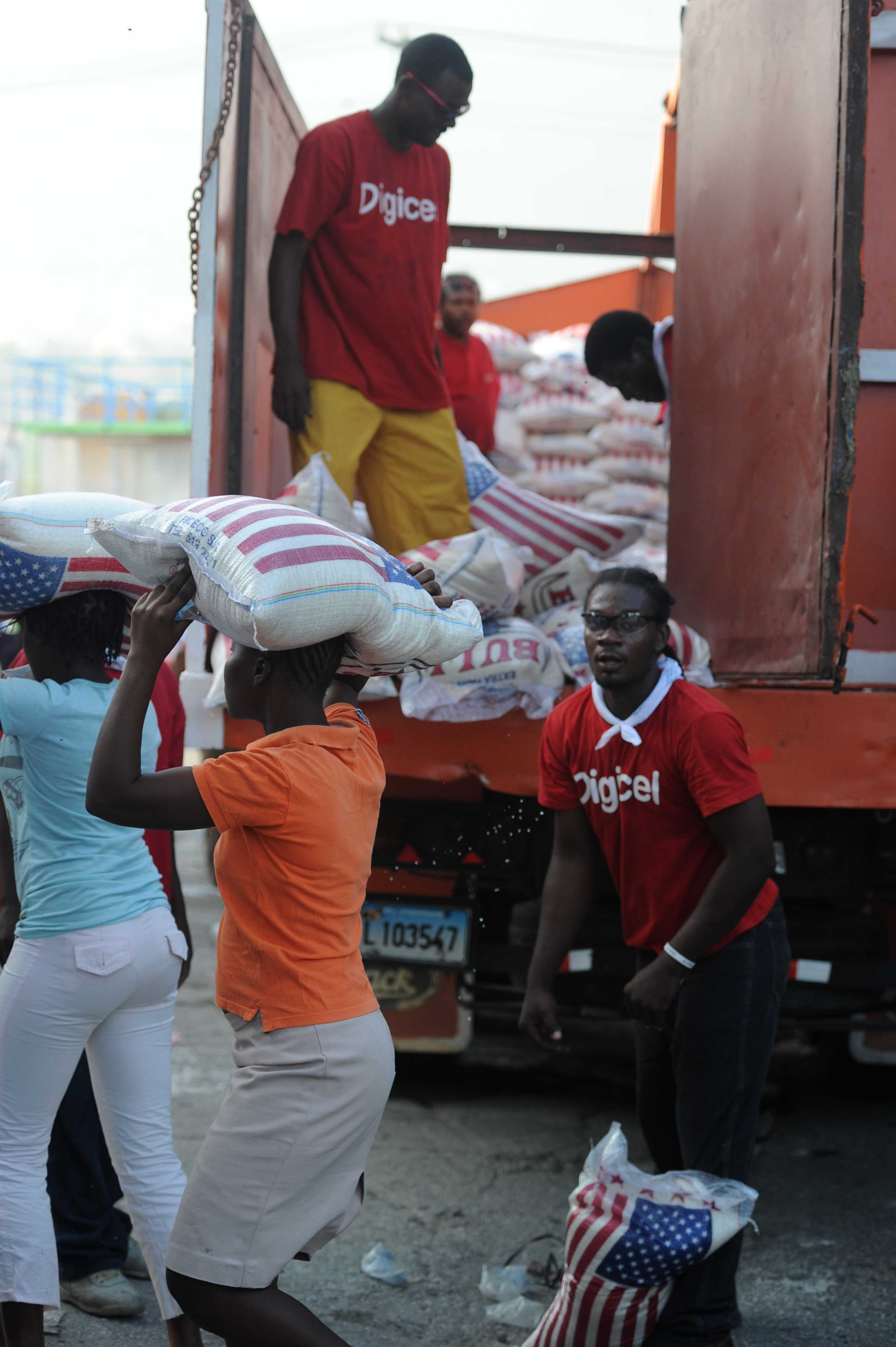
Von Digicel gesponserte Helfer nach dem Erdbeben in Haiti 2010

Bei Digicel handelt es sich um ein Unternehmen mit Hauptsitz in Jamaika, das in verschiedenen karibischen Ländern tätig ist und im Jahr 2023 von amerikanischen Investoren übernommen wurde.
NATCOM (National Telecom S.A.), ist ein haitianischer Mobilfunkanbieter mit über zwei Millionen Kunden. Bei dem Unternehmen handelt es sich um ein Joint Venture zwischen der haitianischen Firma Télécommunications d'Haïti (Téléco) und Viettel Global aus Vietnam.
Aufsichtsbehörde ist CONATEL (Conseil National des Télécommunications), der zum Geschäftsbereich des Ministère des Travaux Publics, Transports et Communications gehört.

## Organisationen der Wirtschaft
Die haitianische Wirtschaft ist als sogenannter secteur privé in verschiedenen Verbänden organisiert. Es handelt sich unter anderem um die haitianische Industrie- und Handelskammer (Chambre de commerce de l’industrie d'Haïti; CCIH), den haitianischen Industrieverband (Association des industries d’Haïti, ADIH) und die französisch-haitianische Industrie- und Handelskammer (Chambre Franco-Haïtienne de Commerce et d’Industrie; CFHCI). Der secteur privé ist im politischen Leben Haitis einflussreich und stellt eines der sieben Mitglieder des seit Mai 2024 das Land führenden Übergangsrats (CPT).